# Forney six coupled

Configuration des essieux

Fourney six coupled en Europe est un type de locomotive à vapeur dont les essieux ont la configuration suivante (de l'avant vers l'arrière) :
- 3 essieux moteurs
- 2 essieux porteurs

## Codifications
Ce qui s'écrit :
- 0-6-4 en codification Whyte.
- 032 en codification d'Europe.

## Utilisation

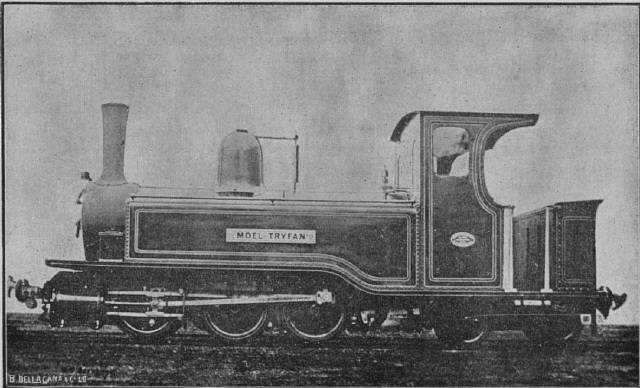
Moel Tryfan, la première locomotive de la configuration 032

Cette configuration des essieux n'est apparemment qu'utilisée en locomotives-tender, parmi lesquelles on trouve également des véhicules de type Single-Fairlie et Engerth. Par rapport aux autres locomotives tender à trois essieux moteurs, elles avaient l'avantage de pouvoir utiliser des boîtes à feu plus grandes et d'emporter plus d'eau et de combustible.
Les premières locomotives de ce type sont Moel Tryfan et Snowdon Ranger, construites en 1874/1875 pour les chemins de fer à voie étroite du Nord du Pays de Galles. De 1878 à 1881, elles sont suivis par les classes R et S des chemins de fer néo-zélandais. Elles assuraient presque tous les types de services, des trains de voyageurs prioritaires aux manœuvres.
En Australie du Sud, la classe K a été mise en service en 1884 pour le service mixte .
À partir de 1893, des locomotives de ce type ont été mises en service en Afrique du Sud en tant que classe B. Certaines ont également été utilisées plus tard au Mozambique. Elles devinrent les locomotives de ligne standard de la NZASM et furent utilisées pour toutes sortes de trafic.
Comme les locomotives 032 ne sont pas équipées d'un bogie avant, elles n'ont pas de bonnes qualités de roulement en cheminée avant. Notamment en Australie et en Afrique du Sud, on prit l'habitude de les faire rouler en bunker avant chaque fois que possible,.
Au Royaume-Uni, il y avait plusieurs classes de ce type, mais seulement en faible quantité. Elles ont souvent été remplacées par des locomotives-tender de type 132.
Aux États-Unis d'Amérique, les 032 ont été utilisées principalement dans le service de manœuvre.